# Carlo Molfetta
Carlo Molfetta (Mesagne, 15 de febrero de 1984) es un deportista italiano que compitió en taekwondo. 
Participó en los Juegos Olímpicos de Londres 2012, obteniendo una medalla de oro en la categoría de +80 kg. Ganó tres medallas en el Campeonato Mundial de Taekwondo entre los años 2001 y 2011, y cuatro medallas en el Campeonato Europeo de Taekwondo entre los años 2004 y 2012.

## Palmarés internacional
| Juegos Olímpicos   | Juegos Olímpicos         | Juegos Olímpicos  | Juegos Olímpicos |
| Año                | Lugar                    | Medalla           | Categoría        |
| ------------------ | ------------------------ | ----------------- | ---------------- |
| 2012               | Londres (Reino Unido)    | Medalla de oro    | +80 kg           |
| Campeonato Mundial |                          |                   |                  |
| Año                | Lugar                    | Medalla           | Categoría        |
| 2001               | Jeju (Corea del Sur)     | Medalla de plata  | –67 kg           |
| 2009               | Copenhague (Dinamarca)   | Medalla de plata  | –87 kg           |
| 2011               | Gyeongju (Corea del Sur) | Medalla de bronce | –87 kg           |
| Campeonato Europeo |                          |                   |                  |
| Año                | Lugar                    | Medalla           | Categoría        |
| 2004               | Lillehammer (Noruega)    | Medalla de plata  | –72 kg           |
| 2005               | Riga (Letonia)           | Medalla de bronce | –72 kg           |
| 2010               | San Petersburgo (Rusia)  | Medalla de oro    | –87 kg           |
| 2012               | Mánchester (Reino Unido) | Medalla de bronce | –87 kg           |